# Войлов, Юрий Григорьевич
Юрий Григорьевич Войлов (6 июня 1945 года, Ташкент, УзССР, СССР — 13 мая 2006 года) — советский и украинский учёный, инженер, доктор технических наук (2000), профессор (2003), лауреат премии Совета Министров СССР, Заслуженный деятель науки и техники Украины (2003), академик Украинской технологической академии, заместитель председателя научно-экспертного совета Министерства образования и науки Украины, государственный эксперт по вопросам тайны и защиты информации.

## Биография
Юрий Войлов родился 6 июня 1945 года в Ташкенте в Узбекистане в семье военнослужащего.
В 1963 году Юрий окончил среднюю школу города Счастье Луганской области и поступил в Луганский машиностроительный институт по специальности «Полупроводниковое и электровакуумное машиностроение».
Окончив с отличием первый курс Юрий Войлов переводится в Киевский политехнический институт на специальность «Автоматика и телемеханика».
В 1968 году, окончив с отличием обучение в Киеве, возвращается в Луганский машиностроительный, где поступает в аспирантуру.
Начиная с 1969 года Юрий Войлов включается в научную деятельность по разработке целевой государственной программы космической тематики под руководством академика Владимира Бармина.
В 1974 году Войлов защищает диссертацию и его назначают заместителем декана факультета автоматизации производственных процессов.
Одновременно он основывает новые учебные курсы и создаёт учебную лабораторию программного управления.
Полученные отраслевой лабораторией результаты и инженерные решения были использованы в системах «Луна-20», «Луноход-1» и «Луноход-2».
За достигнутые результаты в 1978 году Юрий Григорьевич Войлов был включён в научно-технический совет «Промышленные роботы» при Министерстве Высшего образования СССР и становится членом научно-координационного совета «Робототехнические системы для промышленных технологических процессов» Министерства высшего образования Украины, а также членом научно-технического совета по технической кибернетики этого же министерства.
В 1980 году Юрий Войлов возглавляет кафедру автоматизации производственных процессов, а его лаборатория обретает популярность и авторитет в научных кругах, близких к промышленности.
В это время в лаборатории Войлова рождается новая для того времени форма научной работы со студентами в виде студенческого конструкторского бюро, основанного на принципе самоуправления.
К 1981 году вокруг Войлова сформировался творческий коллектив, сосредоточенный в отраслевой научно-исследовательской лаборатории Министерства общего машиностроения.
Тематика лаборатории была направлена на создание комплекса робототехнических систем обеспечения деятельности жилых инопланетных поселений.
В процессе исследования были разработаны системы бурения лунных и марсианских пород, приспособления с комплектом манипуляторов для проведения монтажных работ в условиях глубокого вакуума, а также комплекс оборудования для прокладки коммуникаций в грунте других планет.
В октябре 1981 года на базе отраслевой научно-исследовательской лаборатории Минвуз Украины создаёт при Луганском машиностроительном институте специальное конструкторско-технологическое бюро «Искра», директором которого назначается Юрий Григорьевич Войлов.
КТБ «Искра» работает в области создания специальных технических приспособлений по обработке информации.
В этот период было создано более 60 инженерных разработок, доведённых до реализации в виде малых серий, индивидуальных одиночных систем и экспериментальных образцов.
В марте 1992 года, указом Министерства образования Украины, КТБ «Искра» преобразовано в проектно-конструкторский институт «Искра», который входит в перечень научных учреждений, выполняющих заказы военно-промышленного комплекса.
К самым известным работам института того времени относят систему дистаннационного контроля за несанкционированным распространением ядерного оружия и разработку технических способов контроля радиоактивных загрязнений Мирового океана.
На базе ПКИ «Искра» проводятся научные, конструкторские и исследовательские работы Академии наук СССР, Академии наук Украины, Министерства обороны СССР, Государственного комитета по вопросам науки и технологии, Службы безопасности Украины, Государственной налоговой службы Украины, Министерства образования и науки Украины, а также Министерства обороны Франции.
Большинство работ выполнялись в интересах военно-промышленного комплекса, а также по государственным и международным программам, в том числе: Национальной программы противодействию злоупотреблению наркотическими средствами и их незаконному обороту, Государственной программы борьбы с преступностью, Национальной программы «Профилактика СПИДа в Украине», Государственной программы фундаментальных и поисковых научно-исследовательских работ.
Войлов бессменно руководил «Искрой» почти 25 лет.
C 2003 по 2006 год Войлов также заведовал кафедрой автоматизации и компьютерно-интегрированных технологий Восточноукраинского национального университета имени Владимира Даля.
13 мая 2006 года Юрий Григорьевич Войлов скоропостижно скончался.